# باكين بيرز
باكين بيرز (بالدنماركية: Bakken Bears) هو فريق كرة سلة دانمركي للمحترفين تأسس في سنة 1954 يقع مقره في آرهوس. يلعب في الدوري الدنماركي لكرة السلة ودوري أبطال أوروبا لكرة السلة.

## الإنجازات
الدوري الدنماركي لكرة السلة
- الفوز (14) : 1957–58، 1996–97، 1998–99، 1999–00، 2000–01، 2003–04، 2004–05، 2006–07، 2007–08، 2008–09، 2010–11، 2011–12، 2012–13، 2013–14
- الوصافة (8) : 1962–63، 1964–65، 1989–90، 1997–98، 2002–03، 2005–2006، 2009–10، 2014–15

كأس الدنمارك لكرة السلة
- الفوز (10): 1999، 2000، 2003، 2004، 2006، 2008، 2009، 2010، 2012، 2014، 2016
- الوصافة (7) : 1980، 1995، 2002، 2006، 2011، 2013,[2] 2014

## وصلات خارجية
- الموقع الرسمي